# Инес Бразил
Инес Тания Лима да Сильва (порт. Inês Tânia Lima da Silva; род. 25 октября 1969, Рио-де-Жанейро), больше известна как Инес Бразил (порт. Inês Brasil; португальское произношение: [iˈnejz bɾaˈziw]) — бразильская певица, автор-песен, композитор, танцовщица, интернет-звезда.
Инес получила широкую известность в конце 2012 года, когда в сеть попало видео её проб для реалити-шоу «Big Brother Brasil», оно быстро стало популярным и вирусным, несмотря на это, певица так и не попала в шоу. С тех пор певица стала мемом и практически каждое новое её видео получало внимание со стороны публики.
В 2015 году выпустила свой первый студийный альбом Make Love, в который она включила свои песни, а также кавер-версии известных бразильских шлягеров.

## Биография
Инес родилась в Рио-де-Жанейро, Бразилия, в 1969 году в бедной религиозной семье, она последний ребёнок в семье, у неё есть восемь братьев и две сестры. В 20 лет девушка решает покинуть родительский дом и переезжает в Копакабану, однако финансовое положение её заставляет браться за любую работу. В это время она работала танцовщицей в одной из танцевальных студий. Работает преподавателем танцев. Также в этот период у неё рождаются дочери, Моник и Джули, отцы девочек не участвовали в воспитании. В конце концов Инес становится проституткой, также у неё появляются проблемы с наркотиками. 
В это же время она встречает своего будущего мужа Кристиана Карла, который помогает девушке избавиться от зависимости и увозит в Германию. Там они поженились и прожили в браке десять лет. За годы, проведённые в Германии, Инес начинает свою творческую деятельность. После развода однако она вновь становится элитной эскортницей в Мюнхене. 
После возвращения в Бразилию Инес по предложению своей подруги записывает видеопробы для реалити-шоу «Big Brother Brasil» Globo TV. В 2012 году ролик стал достоянием общественности и быстро набрал популярность. Практически сразу были сделаны многочисленные пародии на видео, включая ремикс на песню «Scream & Shout», will.i.am и Бритни Спирс. Хоть он был и не официальный, ремикс набрал большое количество просмотров, что стимулировало людей к новым пародиям. Сейчас можно найти множество ремиксов на песни других исполнителей, как Леди Гага, Майли Сайрус, Ники Минаж, DJ Snake и Рианна. А тем временем Инес продолжала записывать новые видеоролики, размещая их на YouTube, развлекательного характера, а также поднимая при этом вполне серьёзные вопросы, связанные с политикой, общественными проблемами Бразилии и гомофобией. 

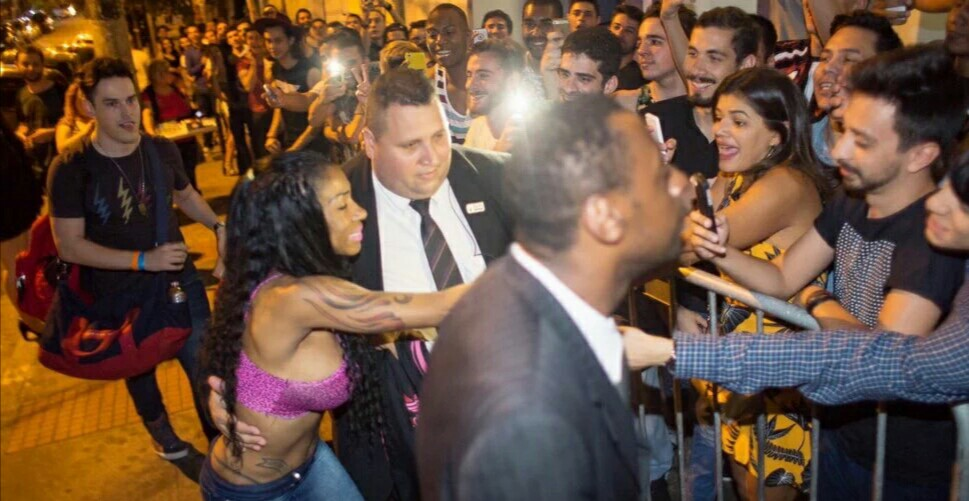
Певица в окружении фанатов, 2015 год

После обретения популярности на просторах интернета певицу стали приглашать на телевидение в многочисленные ток-шоу.
В 2015 году певица выпустила свой первый альбом Make Love. Предыдущую студийную запись она представила ещё в 2002 году, это был мини-альбом Oba Oba Oba. Видеоклип на сингл «Make Love» набрал более миллиона просмотров. В том же 2015 году попала в поле зрения Grammy Amplifier, которые занимаются поиском независимых артистов для номинаций. Они включили Инес в голосование на Facebook и она набрала огромный отрыв, к тому же идея завирусилась на просторах бразильского интернета и породила множество мемов. Тем не менее позже певицу сняли с голосования, а бразильских пользователей стали блокировать.
В 2016 году певица появилась в рекламном ролике Netflix Brasil сериала «Оранжевый — хит сезона».

## Дискография

### Студийные альбомы
- Make Love[порт.] (2015)

### Мини-альбомы
- Oba Oba Oba (2002)

### Синглы
- «Copa do Mundo» (2002)
- «Oba Oba Oba» (2002)
- «Make Love» (2015)
- «Undererê» (2016)
- «Adão e Eva, Eva e Adão (2017)
- «Bum Bum em Chamas» (2017)
- «Chupa Que É de Uva» (2017)
- «Come On Dj» (2019)